# Legenda (David Gemmell)
A Legenda David Andrew Gemmell angol fantasy író nagy sikerű – és egyben első – heroikus(hősi) fantasy regénye, amely 1984-ben jelent meg először. Később a folytatások révén az ún. „Dreina saga” részévé vált. Több nyelvre lefordították és Magyarországon kétszer is kiadták. A Legenda szerepel a több száz irodalomkritikus által összeállított „1001 könyv, amit el kell olvasnod, mielőtt meghalsz” könyv listájában is.

## A mű születése
1976-ban az újságíróként dolgozó 28 éves David Gemmell hátfájási panaszokkal orvoshoz fordult. Az előzetes vizsgálatok alapján felmerült a rák betegség esélye így további részletes vizsgálatokra volt szükség. Ez idő alatt, hogy a félelem és bizonytalanságtól elvonja figyelmét, írta meg azt az első változatot, ami később a regény alapját adta. A heroikus történet lehetséges betegségének metaforája lett. A támadó Nadír hordák a rákot jelképezték a velük szemben álló erőd, Dros Delnoch pedig ő maga volt (az erőd grófja rákbetegségben hal meg a történet szerint). A regény befejezésével megvárta a vizsgálati eredményeket és a befejezést ez alapján írta meg.
A vizsgálatok végül is kizárták a betegséget, de megszületett a „Legenda” vázlata. Gemmell azonban nem tartotta jónak így nem foglalkozott a publikálással. Végül egy barát biztatására, – aki olvasta a vázlatot – átírta és a Century könyvkiadónak eladta a kiadási jogokat 1982-ben. A kiadó végül 1984-ben adta ki a könyvet és hatalmas siker lett.

## A mű stílus meghatározása
A műben a központi esemény Dros Delnoch epikus védelme, ami köré rendeződik a regény főhőseinek sorsa és küzdelme. A szereplők habár végső soron egy célért küzdenek, de motivációik meglehetősen eltérőek. Ezen szereplők egyéni heroikus küzdelméből áll össze a „Legenda” története. Így a könyv az ún. heroikus(hősi)-fantasy kategóriába tartozik. Ezen felül mivel a fantasy regényekhez képest kevés a mágia és varázslat, – inkább pszichotikus (különleges mentális) képességek vannak – valamint a klasszikus mágikus lények is hiányoznak, így egyben a ún. „low fantasy” kategóriába is sorolható a történet.

## Dreina világa
Dreina (angolul „Drenai”) világa leginkább a 12.-14. századi földi korszakra hasonlít, ami a fantasy műfaj egyik kedvelt időszaka. A világot benépesítő nemzetek illetve népek nagyban hasonlítanak a valódi földi történelemben is megtalálható kultúrákra. Amíg dreinai birodalom az európai berendezkedésre hasonlít leginkább, addig a nadírok megformálásában zömében a mongol birodalom jellemzőiből merített a szerző. Vezetőjük Ulric Dzsingisz kán és Nagy Sándor legjobb tulajdonságaival bír. A Dros Delnoch árnyékában élő Sathuli kisebbség pedig az arab világra emlékeztető harcias népcsoport.
Talán Gemmell egyik példaképe, a képregény guru Stan Lee hatása, hogy a „Legendában” nincs fantasy irodalomban jellemző varázslat hanem pszichonikus képességgel felruházott személyek töltik be a természet feletti képességű emberek szerepét (sámánok és papság). Helyenként a szegényesen vagy sehogy nem magyarázott „csoda” is megjelenik.

## A regény története

### A regény cselekménye
|  | Alább a cselekmény részletei következnek! |

A Dreinai birodalom hosszú ideje viszonylagos békében él, így katonailag elkényelmesedik. A közelgő híreket a nadír fenyegetésről nem veszi komolyan, miszerint Ulric a farkas törzs vezére véghez vitte az elképzelhetetlent és egyesítette az ellenségeskedő barbár törzseket, majd hódításnak indult hatalmas seregével. A legyőzhetetlen horda és a birodalom között már csak egy völgybe épített hat falból álló erődítményrendszer, Dros Delnoch áll. Azonban a híres erődnek még sosem kellett ilyen sereggel szemben helytállnia. A legyőzhetetlen hódító Ulric híre hatására a védők morálja mélyponton van és az erődítmény grófjának betegsége miatt a védelmi előkészületek is elégtelenek. Tovább nehezíti a helyzetet, hogy a védelemmel megbízott parancsnoki tisztjét egy tapasztalatlan, politikai okokból kijelölt alkalmatlan személy, Orrin gan parancsnok tölti be. A városi tanács inkább megadná magát a hódítónak. A halálos beteg gróf végső kétségbeesésében a lányát elküldi a „Harmincak” segítségét kérni, – amely papi rend speciális mentális tudással rendelkezik – és segítség kérő levelet ír régi legendás harcostársának, Drussnak. Csatabárdos Druss maga a megtestesült legenda, aki évtizedekkel korábban Skelnnél maroknyi társával győzelmet ért el (Skeln eseményei hasonlít a „300 spártaira”), azonban már megöregedett, köszvény és reuma gyötri. A harcokban edzett Druss legnagyobb félelme, hogy öregen betegségben hal meg ezért – és természetesen kötelesség tudatból – elindul Dros Delnochba. Az erődbe érve kezébe veszi az előkészületeket, jelenléte emeli a morált, de az idő véges, Ulric serege a közelben van.
Ezalatt a gróf lányát, Viaret útban a „Harmincak” felé egy erdőben rablók támadják meg és szorult helyzetéből Rek segíti ki. Rek egy kiábrándult veterán, aki – mint sokan mások – a józan eszére hallgatva a nadír fenyegetés miatt igyekszik kijutni a Dreinai birodalomból. Habár Viare és Rek nézete a nadír fenyegetésről szöges ellentétben áll, de a veszélyes erdőben egy időre egymásra vannak utalva és ez alatt érzelem szövődik kettejük között. Rek végül a lánnyal tart és a „Harmincak” segítségét is megkapják, akik útban az erőd felé sikeresen meggátolják Ulric sámánjainak mentális támadásait. Mire az erődbe visszaérnek az egyenlőtlen harc már elkezdődött.
|  | Itt a vége a cselekmény részletezésének! |

### Dros Delnoch falai
Dros Delnoch védelmi rendszerében minden egyes falának meg van a maga neve és pszichológiai jelentése:
- Eldibar az első fal. Jelentése: „Ujjongás – Itt nézünk először szembe az ellenséggel, itt döbbenünk rá, hogy ők is csak emberek.”
- Musif a második fal. Jelentése: „A félelem (szorongás)[2] – Eldibar elesett, hogy tartunk ki?”
- Kania a harmadik fal. Jelentése: „Új remény – Túl éltük Eldibart és Musifot. Kania keskenyebb így jobban védhető és van még három fal.”
- Sumitos a negyedik fal. Jelentése: „A kétségbeesés – Halálosan fáradtak vagyunk. Már csak a legjobbak maradtak.”
- Valteri az ötödik fal. Jelentése: „A nyugalom (derű) – Tudomásul vesszük, és elfogjuk a halált. Ismét tudunk tréfálkozni, testvérek leszünk. A barátság értékesebbnek tűnik.”
- Geddon az utolsó fal a védelmi vonalon. Jelentése: „A halál fala”.

### Magyar történelmi és irodalmi párhuzam
Habár nem szándékosan, de regény eseményeinek van két fontos magyar vonatkozású párhuzama:
- Egyrészt a könyv cselekménye és témája – az amúgy nem túl domináns fantasy elemeket elhagyva – nagyban hasonlít Gárdonyi Géza az „Egri csillagok” c. művének második részéhez, ahol a reménytelen ostrom zajlik a túlerővel szemben.[3]
- Másrészt a mongol szerű Nadír betörést váratlanul érte a Dreinai birodalmat, mert nem vették komolyan a barbárok által képviselt veszélyt, akárcsak a tatárjárás idején a magyar nemesség esetében. Itt is az egyetlen reményt a horda ellen a kőfalú erődítmény jelenti, habár hódtó Urlicnak vannak a korhoz viszonyítottan korszerű eszközei az ostrom végrehajtásához, de ezt az eltérést a regény történet vezetése megköveteli.

## Magyarul
- Legenda; ford. Máyer Júlia; Valhalla Páholy, Bp., 1994
- Legenda; ford. Máyer Júlia; 2. jav. kiad.; Delta Vision, Bp., 2005

## Külső hivatkozások
- Legenda Moly.hu